# Латіфа Аль-Абдулкарім
Латіфа Мохаммед Аль-Абдулкарім (араб. لطيفة العبد الكريم) — фахівчиня з інформатики та професорка із Саудівської Аравії, яка працює над етикою штучного інтелекту, юридичними технологіями та поясненим штучним інтелектом. Зараз вона є доценткою кафедри інформатики в Університеті короля Сауда та запрошеною дослідницею у галузі штучного інтелекту та права в Ліверпульському університеті. Forbes визнав Аль-Абдулкарім однією з «жінок, що визначають рух штучного інтелекту XXI-го століття», і була обрана однією зі 100 геніальних жінок у сфері етики штучного інтелекту у 2020 році.

## Освіта
У 2009 році Аль-Абдулкарім здобула ступінь PGD з розробки комп’ютерного програмного забезпечення, у 2011 році – ступінь магістерка з комп’ютерних наук і ступінь докторки філософії у 2017 році в Ліверпульському університеті.

## Кар'єра та дослідження
Зараз Аль-Абдулкарім є доценткою кафедри інформатики в Університеті короля Сауда, а також є запрошеною дослідницею у галузі ШІ та права в Ліверпульському університеті. Вона досліджує та вивчає застосування штучного інтелекту в правових сферах, зрозумілий і надійний штучний інтелект, а також етичні аспекти штучного інтелекту.
У 2016 році Аль-Абдулкарім, Кеті Аткінсон і Тревор Бенч-Капон опублікували методологію аналізу судових справ для прогнозування висновків у справах у Верховному суді США, відому як ANGELIC, що є скороченням «ADF for KnowledGe Encapsulation of Legal Information from Cases». ANGELIC зміг створювати програми, які вирішували справи з високим ступенем точності в багатьох доменах. Згодом працювала у співпраці з Thomson Reuters і Weightmans, щоб застосувати ANGELIC до різних юридичних питань у Великобританії. За свої дослідження була нагороджена Best Doctoral Consortium на 26-й Міжнародній конференції з правових знань та інформаційних систем.
На додаток до своїх досліджень і викладання, Аль-Абдулкарім є членом Ради Шури, а також консультує та керує національним стратегічним напрямком ШІ уряду Саудівської Аравії. Вона внесла свій внесок у політику G20 щодо штучного інтелекту та консультувала різні міжнародні організації, включаючи Організацію економічного співробітництва та розвитку та Міжнародну спілку електрозв'язку. Аль-Абдулкарім також є членкинею експертної групи ЮНЕСКО з етики ШІ. Вона працює в Глобальній раді майбутнього зі штучного інтелекту для людства на Всесвітньому економічному форумі, зосереджуючись на технічно орієнтованих рішеннях для проблем справедливості ШІ.